# 史上最強の弟子ケンイチ
『史上最強の弟子ケンイチ』（しじょうさいきょうのでし ケンイチ）は、松江名俊による日本の少年漫画。『週刊少年サンデー』（小学館）にて2002年20号から2014年42号まで連載。「ケンイチ」と略して呼ばれることが多い。話数カウントは「BATTLE○」。

## 概要
いじめられっ子の主人公・白浜兼一が女性武術家・風林寺美羽と出会い、信念を貫くための強さを手に入れるために様々な武術を極めた達人が共同生活をしている道場・梁山泊に入門し、数々の敵味方との出会いと梁山泊での修練によって肉体的、精神的成長を遂げてゆく物語。本作で登場する多種多様な武術は、ほとんどが実在のものであるという特徴がある。
既存のバトル漫画に比べて修行のシーンが多く、ストーリーは、成長譚というベースで成り立っている。主人公の兼一は度々梁山泊を脱走したり、練習をサボったりする。また、師匠達も弟子の兼一に対して武術の才能は全く無いと言い切り、興味本位で兼一に武術を教えているような描写もあり、既存の単純な成長物語に収まらない。なお、初期には街中での喧嘩が多かったが、次第に大会へ出場するなど名目が立つ戦いが描かれるようになった。
スタイルが良く露出度の高い女性キャラクターや、胸ポチ、衣服が破れるなどのお色気要素が多いのも特徴。各話ごとに作者の顔のマーク（通称「俊君マーク」）が書かれているという遊びもある（単行本34巻より）。
単行本は全61巻であり、累計発行部数は2012年2月時点で1200万部を記録している。単行本の初版では、全巻表紙の裏におまけイラストが描かれている。
この漫画は『少年サンデー超増刊』で連載中だった「戦え!梁山泊 史上最強の弟子」が好評であったため、『週刊少年サンデー』誌上でリメイクという形で連載されることになった作品である。「戦え!梁山泊 史上最強の弟子」とは若干設定が異なる。また、『週刊少年サンデー』2001年49号に本格連載前の「史上最強の弟子 燃えろケンイチ」という読み切りがあり、『松江名俊短編集「史上最強のガイデン」』に収録されている。

## 打ち切り
2013年に、「ここからが漫画家の手腕が問われる」など、クライマックスを意識した発言を行っており、2014年には物語がクライマックスに突入した事を明かしていた。そしてその後、2014年9月17日発売の『週刊少年サンデー』2014年42号を以って完結した。
作者の松江名は完結にあたり、多くの伏線が未回収である事を認めており、2015年からスタートした次回作「トキワ来たれり!!」のインタビューで、当時の週刊少年サンデー編集長と自身の意向により、物語を打ち切った事を明かしている。当時の週刊少年サンデー編集長より「ケンイチを終わらせて、ぜひ新連載をやってくれないか」という話があった事を明らかにしており、「マンガのスパンから考えると、あそこからすべてを回収して終わらせるとなると、多分あと2年以上はどうしてもかかってしまう。じゃあ2年後にサンデーがどうなってるか……ということを考えて悩みぬいた結果」であったことを語っている。

## 主な登場人物とその組織構成
白浜 兼一（しらはま けんいち）
声 - 関智一
本作の主人公。16歳。10月12日生まれ。身長165cm。体重50kg（増加中）。梁山泊の一番弟子で、「史上最強の弟子」になる予定の少年。武術家としては異例の空手、柔術、中国拳法、ムエタイ、武器の知識など多種の武術を学んでいる。一人称は「ボク」。
風林寺 美羽（ふうりんじ みう）
声 - 川上とも子（テレビアニメ第一期） / 釘宮理恵（OVA版・テレビアニメ第二期）
本作のヒロイン。15歳。1月14日生まれ。身長158cm。風林寺隼人の孫娘。一時はジュナザードの弟子で、プンチャック・シラットを習得している。
風林寺 隼人（ふうりんじ はやと）
声 - 有川博（テレビアニメ第一期） / 藤本譲（OVA版・テレビアニメ第二期）
梁山泊の長老。美羽の祖父。我流の達人。一人称は「わし」。
逆鬼 至緒（さかき しお）
声 - 石塚運昇
無天拳独流空手の達人。29歳。5月7日生まれ。身長192cm。体重110kg。一人称は「俺」。
岬越寺 秋雨（こうえつじ あきさめ）
声 - 小杉十郎太
岬越寺流柔術の達人。38歳。11月5日生まれ。身長180cm。体重80kg。一人称は「私」。
馬 剣星（ま けんせい）
声 - 二又一成
中国拳法の達人。41歳。3月21日生まれ。身長158cm。体重53kg。一人称は「おいちゃん」。語尾に「〜ね」と付ける。
アパチャイ・ホパチャイ
声 - 石丸博也
ムエタイ、古式ムエタイの達人。タイ人。28歳。身長201cm。体重120kg。一人称は「アパチャイ」。語尾に「〜よ」「〜だよ」と付ける。
香坂 しぐれ（こうさか しぐれ）
声 - 能登麻美子
香坂流武器術の達人。一人称は「ボク」。年齢不詳（推定十代後半から二十代前半）の美女。身長159cm。

## 用語

### 武人の位階
本作に登場する武術家は「弟子級」、「妙手」、「達人級」の三階層に分類され、その中でもさらに格差が存在しいくつかの呼称が存在する。
弟子級（ディサイプル）
最下層に位置する武術家。ほとんどの武術家は弟子級に分類され、武術を始めたばかりの初心者から、常人とは比較にならない者まで実力の幅は広い。
妙手
弟子以上達人未満の強さに達した武術家。戦闘力は弟子級を大きく上回っているが、実力、精神共に不安定で危険な状態。才能の無い者にとっては、基本的に武術家としての最終到達地点となる。
達人級（マスタークラス）
多大な才能を持ち、努力を怠らなかった武人のみが到達する完成された武術家。本作に登場する"達人"と呼ばれる武人のほとんどが該当する。最下層の達人であってもその実力は弟子級、妙手をはるかに上回る。
特A級の達人級
達人級の中でも強大な者に対し、尊敬の念を込めて使う便宜上の呼び名。B級やC級などのランク付けがあるわけではない。並の達人が束になっても敵わないほど強大。梁山泊の豪傑、闇の一影九拳などが該当者。秋雨曰く、このレベルになると上に向かって昇りつめるのではなく「達人という崖を転げ落ちていく」という代物。
超人
無敵超人・風林寺隼人と二天閻羅王・世戯煌臥之助の戦いで判明した位階。特A級の達人級をも凌ぐ実力を誇り、重大な局面で急激な脱力が可能である。

### "静"の者 / "動"の者
この漫画においては一定以上の実力を持つ全ての武術家を「心を落ち着かせて闘争心を内に凝縮、冷静かつ計算ずくで戦う」"静"のタイプと「感情を爆発させ、精神と肉体のリミッターを外して本能的に戦う」"動"のタイプに分類している。これらの属性に優劣の差があるわけではなく、またどちらに属するかを自律的に選択することは難しく、個人のスタイルや性格的な向き不向きで自然に決まる。基本的に"動"タイプの武術家の方が筋肉の発達が著しく巨漢の傾向があり、"静"タイプの武術家は比較的筋肉の発達が控えめで小柄な傾向がある。
"静"は自身の実力を常に安定して発揮でき、力量が劣る相手との戦いで不覚を取ることは少ない。対して"動"はその時のテンション次第では実力以上の力を発揮できる場合もある。しかし"動"のタイプは一つ間違えると精神のリミッターが外れっぱなしになり、人格が豹変して元に戻らなくなってしまう危険性がある。「リミッターを外した自分自身」を制御する事が出来れば問題は無いのだが、完全に暴走させて"動"の気に呑まれてしまうと破壊と殺戮のみを求める修羅道、すなわち"闇"に堕ちることになる。
「静動轟一」と呼ばれる、"静"・"動"の双方の特徴を同時に発動する異端の技術も存在し、感情を爆発させリミッターを外しながら、尚且つ精密無比な攻撃や戦術をとれる。だが矛盾する2つの性質の鬩ぎ合いにより身体に過大な負荷がかかるため、長時間使用すると精神と肉体の両方が崩壊して廃人となる危険を伴う。

### 制空圏
本作における武術の習熟段階の名称として「開展」と「緊湊」なる単語が登場する。これは「先に開展を求め、後に緊湊に至る」という中国武術で実際に使用されている言葉に由来する。武術の第二段階「緊湊」に到達した者は、自身を中心とする全方位に「制空圏」と呼ばれる球状空間を展開し、領域を侵犯した敵性体に対して識域下による迎撃行動を起こすことが可能となる。すなわち真後ろのような死角からの攻撃や、複数の敵による多角的な攻撃にも半ば自動的に反応して、回避・反撃することができる、言わば「結界」を形成している状態が成立する。その有効半径は体得者の実力によって個人差があり、かつ使用者の意思により変形させることも可能である。なお"静"属性者に限定されるより高次の技に、「流水制空圏」がある。

### 活人拳と殺人拳
武術における二大流派。活人拳とは読んで字の如く人を生かす、守る武術であり表世界では当然のように大半が活人拳である。殺人拳は殺法などの殺人術を旨とする古来より存在する思想である。また修羅道とも表記される。本編ではこの二つの流派による闘いが中心となっておりその代表として活人拳・梁山泊、殺人拳・"闇"となっている。また武器組に関しては拳ではなく剣もしくは刀と置き換えられるため古来剣術用語の活人剣（かつにんけん）・殺人刀（せつにんとう）と表記されるのが一般的。

### その他
梁山泊（りょうざんぱく）
武術界における活人拳の象徴。武術を極めた達人や、スポーツ化した武道になじめない豪傑達が住む道場。本来は7人の達人が所属しているが、美羽の父であり"闇"の一影でもある風林寺砕牙が梁山泊を離れており現在の達人は6人。
弟子クラスの兼一と美羽を含め8人が住む大所帯。入門には長老である風林寺隼人の承認が絶対条件となっている。結束力は高いが、個人のプライバシーに干渉しないのがルール。
闇
武術界における殺人拳の象徴。「殺人拳こそ武術の真髄」を掲げ追求する武闘系秘密結社。構成員は闇人（やみうど）と呼ばれる。武を以って世を正すことを目的とし、要人の暗殺や護衛、麻薬組織の壊滅や不当に強奪された遺物の奪還など非合法な裏の仕事を請け負う。その為各国の政府関係者に信望者が多く存在し強い影響力を持つ。無手組と武器組に分かれており、無手組は一影九拳と呼ばれる10人の幹部が、武器組は八煌断罪刃と呼ばれる8人の幹部がそれぞれ統率し、互いに干渉しあうことはない。活人拳の象徴である梁山泊とは敵対関係にある。真の武人が集う領域と称され、本作に登場する達人の大多数が所属している。それゆえに武術家として闇への加入を目標とする者は数多い。
元々は第二次世界大戦終戦直後に文化としての武術の保存を目的に結成された集団で、技の伝承・弟子の育成をその最大の目的としている。しかし、裏の仕事を請け負う性質上、組織の一員となれば金に困ることはないため、金銭を目的に所属している者も多い。あらゆる国籍の武人が所属しているが、所属者は国籍にかかわらず日本語を習得している。
長らく表の世界に出てくることはなかったが、近年、下部組織のYOMIなどを通じて表の武術の世界を支配せんと企み活動を開始した。さらに疎遠であった無手組と武器組が合流を果たし、今までに増して強大な勢力になりつつある。
無手組

一影九拳（いちえいきゅうけん）
無手組を統括する10人の幹部。無手組の長・一影と"拳"と名の付く異名を持つ9人の達人が所属している。全員が闇の十武術最強と言われる武人であり、各々が自身を象徴する一文字のエンブレムを持っている。九拳は自分こそが最強であると考えており、仲間意識は一切ない。不可侵条約により、一影九拳が直接戦う事は禁じられている。現時点での"闇"最強の10人が所属する制度であり、メンバーには入れ替わりがあるが、例外としてジュナザードと美雲の2人は長期に渡り一影九拳を務めている。
武器組

八煌断罪刃（はちおうだんざいば）
武器組を統括する8人の幹部。武器組の長・二天閻羅王【世戯顛"煌"臥之助】と"武"と名の付く異名を持つ7人の達人が所属している。一影九拳とは対照的に協調性が高く、他の断罪刃を庇うなどの行動を見せるなど、仲間意識が強い者が多い。互いの武器を最大限に発揮する隙のない集団戦を熟す事ができる。
しかしその反面、長と数人を除く達人達の単体での実力は、梁山泊側や一影九拳側の達人達よりも劣っている部分があり、合理的に「勝利」を追求する「戦い」における価値観そのものが、一影九拳側すらとも根本的に相容れない部分がある。その為、一人の敵を多勢に無勢で攻める者や、他の弟子同士による一対一の戦いに横槍を入れようとする者までいる。これらの点から、一影九拳の弟子の一人である千影からは、「『武』を汚している」と評されている。彼らの『武』の価値は無手組の一対一の誇りを賭けた戦いではなく、多数対多数でチームで如何にして難所を挑み勝利を掴むかの戦場の価値観からくる。
YOMI（ヨミ）
若年の闇人の育成機関で、"闇"に属する達人の弟子たちを中核として構成される機関。"闇"と同様、無手組と武器組の2種類がある。"闇"の目的である「最強の弟子（兼一）の打倒」は彼らの手によって行われる。ラグナレクなどの武闘派チームのリーダーが在籍する「達人への登竜門」。
無手組の幹部は一影を除く一影九拳の直弟子達、武器組の幹部は二天閻羅王を除く八煌断罪刃の直弟子達が務める。無手組の幹部はいずれも自身の師が持つ象徴文字（エムブレム）を受け継ぐべき新たなる九拳の候補者。初代リーダーで、本郷晶の弟子である叶翔がDオブDで凶弾に倒れてしまったために、穴埋めとして一影の弟子である鍛冶摩里巳が急遽YOMIに参加して、二代目リーダーを務めることになった。末端になると武人ではない町の不良まで在籍しているが、作中でYOMIと呼ぶ場合は基本的に幹部の事を指す。
作中の描写や発言から、梁山泊における兼一のように付きっきりで指導を受けているわけではなく、修行の他に自己訓練と実戦ミッションで実力を上げているようである。YOMIの幹部は常に挑戦者と戦い、勝者のみがその座についていられる。
暗鶚衆（くれみさごしゅう）
中世より存在する忍びの一族。身体能力の高い男女を交配させ、より優秀な個体を人為的に産み出す試みを現代に至るまで続けている戦闘集団。戦時下にあっては単独で数個師団に伍する戦闘力を持つといわれる。"闇"とは密接な関係にある。本家の人間は結婚を制限されているが、分家には優秀な素材として身柄を"闇"に売り買いされる者もいる。後の一影・風林寺砕牙を中心とする解放派の勢力と暗鶚の長を中心とする継承派の勢力に分裂し、抗争の末、一族は世界各地に分散、根拠地である隠里は無人となっている。
刃金の真実（はがねのしんじつ）
歴史上、最も刃金の真実に近づいた刀匠である香坂しぐれの父が製造した刀の別名。所有者は香坂しぐれ。しぐれの背丈を越える長大さに、刀身の反りはやや曲線寄りで合口拵（鍔無し）の様式。父として娘であるしぐれへの贈り物であり、本来は彼の打つ刀は全て直刃で人を斬ることに特化しているがこの刀には刃紋が描かれておりそれが飾りとして女性であるしぐれへの愛情の形となっている。その切れ味は本人の実力もあり、銃弾を抜刀したり鉄を切断しようとも傷一つつかない。しぐれの父が死亡した今、鋼の秘密を知る最後の刃であるこの刀を狙う勢力が存在する。
闇ヶ谷（やみがだに）
「日本の心臓」と呼ばれる樹海。日本で最も飼い慣らされていない地で、四方は険しい山岳に囲まれており地図には「森」とだけ表記されている。フィトンチッドが異様に濃く、また原生林は多種の果実が採れるなどの食料豊富などに関係してそれ相応の巨大な雑食性動物なども存在する。風林寺隼人や緒方一神斎なども修行場として愛用している。
技撃軌道戦（ぎげききどうせん）
相手の攻防の動きを脳内で先読みし牽制し合うことで発生する戦い方の極み。予測される攻撃の軌道を感覚的に視認できる状態で、当然ながら相当の熟練者同士しか行なえない。また当事者以外の観戦者でもその者が相応の使い手なら技の軌道を読み取ることが出来る。性質上、一定レベル以上の静の者同士の戦いでは技撃軌道戦になりやすいが、動の者も極めれば動きを感じ取る。
DオブD（ディーオブディー）
DオブD（Desperate fight of Disciple、すなわち「弟子の死闘」）とは20歳未満の弟子たちによって開催される伝統ある武術大会である。兼一と美羽は正規ルートからの招待を受けて梁山泊チームとして参加するが、新島率いる新白連合は飛び入りで大会に参加している。
主催者は武術好きの大富豪・フォルトナで開催地は自身が主を務めるデスパー島。今大会は一影九拳の一人、ディエゴ・カーロがプロモート・演出を行っている。優勝チームは賞金1000万ドルと裏の武術界においてのみだが世界規模の栄光を手にする。
観戦客は大半が裏社会の大物犯罪者であり、その命を狙う暗殺者の襲撃などを防ぐため各地域に近衛兵として警備員が設置されており、またデスパー島にはありとあらゆる物と人が集まり、その経由から入手した各国の新型兵器を使用し国際連合軍をも退却させるほどの戦闘能力を有する。フォルトナは銃火器の類を嫌うためか表面上の近衛兵にはトライデントを装備させている。梁山泊と国連軍によるデスパー島包囲作戦によって長年の伝統に幕を閉じた。最後の優勝者は梁山泊チームの白浜兼一だが、オーナー・フォルトナの失脚により賞金は受け取っていない。
鳳凰武侠連盟（ほうおうぶきょうれんめい）
通称・鳳凰会。中国で10万人以上の門下生を擁する中国武術団体。黒虎白龍門会と中国を二分する高名な武術団体であり、鳳凰会の馬剣星（元総帥）といえば中国武術界では知らない者はいない。1000年以上前から存在しており下記の黒虎白龍門会とは長きに渡る因縁がある。総帥は代々、馬一族の血縁者が継ぐようにされており現在は剣星の妻が押しつけられた形で総帥となっている。中国全土に連盟組織がある。
黒虎白龍門会（こっこはくりゅうもんかい）
中国にて鳳凰武侠連盟と勢力を二分する武術組織。鳳凰武侠連盟とは正反対の一切の情を持たない冷酷非情なる組織で、悪逆の限りを尽くしてきた。1000年程前から数えて、黒虎白龍門会は馬剣星の先祖によって10人以上の首領を殺されており、鳳凰武侠連盟とは長きに渡る因縁がある。中国本土の幹部クラスの達人には梁山泊に引けを取らないと言われる程の者達もいる。
ビッグロック
ロシアの政治家を始めとする反"闇"勢力によって秘密裏に建設された"闇"専用の収容施設。作中では達人収容施設とルビが振られている。一影九拳さえ脱獄不可能と言わしめるほどの鉄壁度を誇るが、実際は一影九拳クラスの達人ならば半径50キロ以上離れた街まで遊びに出るなど休暇のごとく過ごしており容易に脱獄可能だが、「負けた以上は勝者に従う」という武人の誇りを利用した「心の檻」とされる。
久遠の落日（くおんのらくじつ）
世界大戦などの戦乱を意味する。"闇"にとっての存在意義とは闘争にあるという意味を知るための言葉とも言える。長く武の世界に浸りきっている隼人でさえ一度しか聞いたことがない言葉であり、その事実が何なのかを確認できた者がいないため大半が怪文書の類として処理する。この時期が近付いた闇人たちは勢力の強化や武器の調達などを使役し表世界を慌ただしく騒がせる。闇人が表世界で存分に力を発揮できる機会であるため待ち望む者も多い。
ティダード王国
本作に登場する架空の国家。公用語はインドネシア語。インドネシアに隣接する100以上もの島々から構成される小国。首都はプラウ・ベーサー（大島）に位置するティダード。西洋医学でも解明されていない優れた薬草の宝庫。
伝統を尊重する国柄で王室は代々武術の修得を慣わしとしているため"闇"との結び付きが強い。数十年前に西洋列強の植民地政策によって制圧の危機に瀕したが、“シラットゲリラ部隊”の指導者であるシルクァッド・ジュナザードの活躍によって生き残った歴史を持つ。
戦後、救国の英雄ジュナザードは自らの影響力を行使して内乱を勃発させティダードの秩序を破壊し、ティダード王国を裏から操る黒幕となる。
しかし、"闇"の空手使い本郷晶が激戦の末にジュナザードを破り、ひそかに生存していた王子ジェイハンの帰還と共に秩序が回復した。
ラグナレク
初期メンバー「スリーオブカード」に惹かれた強者達によって構成された武闘派不良集団。
緒方の弟子育成プログラムの中でも異例の人材の宝庫であり、将来的に達人になる可能性を秘めた者が多数存在していた。
コードネームは北欧神話にまつわる神などが使われている。
拳聖・緒方一神斎を象徴として奉戴しており、実質の総括者は緒方と直接の面識がある第一拳豪オーディーンこと朝宮龍斗である。
ラグナレクでは掟は絶対で脱会時には裏切り者と見なし、制裁として脱会リンチを加える。
本来はYOMIに対抗するための集団だったが、新白連合との抗争に敗れ壊滅し、主要メンバーの大半は新白連合に吸収された。
新白連合（しんぱくれんごう）
新島春男が兼一の名前と力を利用する形で結成された武術団体。ラグナレクを脱退した者などを巧みに引き込み、次第に強大化してきている。
当初、兼一は連合の存在に否定的であったが、自分を慕ってくれる構成員を放っておけず、いつの間にか公認している。
最近は新島が情報戦と情報収集のために戦闘能力が低い構成員を直々に教育し、敵対組織に対するヒューミントを盛んに行っている。
将来的には新島の手によって新格闘技団体へと姿を変える予定。
劇中に登場する「新白連合ホームページ」は実在し、WEB部隊（新島親衛隊・白浜切込隊・ジークフリート遊撃隊・武田隊・宇喜田隊）に隊員として実際に所属することが可能。
過去に「新白連合歌」などを作成している。

## 書籍情報

### 単行本
- 松江名俊『史上最強の弟子ケンイチ』小学館〈少年サンデーコミックス〉、全61巻
  1. 2002年8月9日発売、ISBN 4-09-126571-5
  2. 2002年10月18日発売、ISBN 4-09-126572-3
  3. 2003年1月18日発売、ISBN 4-09-126573-1
  4. 2003年3月18日発売、ISBN 4-09-126574-X
  5. 2003年6月18日発売、ISBN 4-09-126575-8
  6. 2003年8月8日発売、ISBN 4-09-126576-6
  7. 2003年11月18日発売、ISBN 4-09-126577-4
  8. 2004年2月18日発売、ISBN 4-09-126578-2
  9. 2004年3月18日発売、ISBN 4-09-126579-0
  10. 2004年5月18日発売、ISBN 4-09-126580-4
  11. 2004年7月16日発売、ISBN 4-09-127151-0
  12. 2004年10月18日発売、ISBN 4-09-127152-9
  13. 2004年12月17日発売、ISBN 4-09-127153-7
  14. 2005年2月18日発売、ISBN 4-09-127154-5
  15. 2005年4月18日発売、ISBN 4-09-127155-3
  16. 2005年6月16日発売、ISBN 4-09-127156-1
  17. 2005年8月8日発売、ISBN 4-09-127157-X
  18. 2005年11月18日発売、ISBN 4-09-127158-8
  19. 2006年1月18日発売、ISBN 4-09-120048-6
  20. 2006年4月18日発売、ISBN 4-09-120348-5
  21. 2006年7月18日発売、ISBN 4-09-120437-6
  22. 2006年10月4日発売、ISBN 4-09-120625-5
  23. 2006年12月16日発売、ISBN 4-09-120699-9
  24. 2007年3月16日発売、ISBN 978-4-09-121022-7
  25. 2007年6月18日発売、ISBN 978-4-09-121076-0
  26. 2007年9月18日発売、ISBN 978-4-09-121186-6
  27. 2007年12月15日発売、ISBN 978-4-09-121225-2
  28. 2008年3月18日発売、ISBN 978-4-09-121297-9
  29. 2008年5月16日発売、ISBN 978-4-09-121389-1
  30. 2008年8月11日発売、ISBN 978-4-09-121450-8
  31. 2008年11月18日発売、ISBN 978-4-09-121508-6
  32. 2009年2月23日発売、ISBN 978-4-09-121589-5
  33. 2009年4月22日発売、ISBN 978-4-09-121893-3
  34. 2009年7月17日発売、ISBN 978-4-09-121693-9
  35. 2009年9月17日発売、ISBN 978-4-09-121730-1
    - 限定版：同日発売、ISBN 978-4-09-159066-4

  36. 2009年12月18日発売、ISBN 978-4-09-122026-4
  37. 2010年2月18日発売、ISBN 978-4-09-122147-6
  38. 2010年5月23日発売、ISBN 978-4-09-122295-4
  39. 2010年7月16日発売、ISBN 978-4-09-122417-0
  40. 2010年10月18日発売、ISBN 978-4-09-122620-4
  41. 2011年1月18日発売、ISBN 978-4-09-122767-6
  42. 2011年4月18日発売、ISBN 978-4-09-122850-5
    - 限定版：同日発売、ISBN 978-4-09-159095-4

  43. 2011年5月18日発売、ISBN 978-4-09-122869-7
    - 限定版：同日発売、ISBN 978-4-09-159096-1

  44. 2011年10月18日発売、ISBN 978-4-09-123334-9
  45. 2011年11月18日発売、ISBN 978-4-09-123384-4
  46. 2012年3月16日発売、ISBN 978-4-09-123564-0
    - オリジナルDVD付き特別版【第1弾】：2012年3月14日発売、ISBN 978-4-09-941722-2
    - 2012年6月18日発売、ISBN 978-4-09-123697-5
    - オリジナルDVD付き特別版【第2弾】：2012年6月15日発売、ISBN 978-4-09-941740-6

  47. 2012年9月18日発売、ISBN 978-4-09-123805-4
  48. 2012年11月16日発売、ISBN 978-4-09-124010-1
    - オリジナルDVD付き特別版【第3弾】：2012年11月14日発売、ISBN 978-4-09-941805-2

  49. 2013年2月18日発売、ISBN 978-4-09-124182-5
  50. 2013年5月17日発売、ISBN 978-4-09-124302-7
  51. 限定版：2013年5月発売、ISBN 978-4-09-159148-7
  52. 2013年8月発売、ISBN 978-4-09-124348-5
  53. 2013年9月発売、ISBN 978-4-09-124404-8
    - オリジナルDVD付き特別版【第4弾】：2013年9月18日発売、ISBN 978-4-09-941818-2

  54. 2013年11月発売、ISBN 978-4-09-124493-2
    - オリジナルDVD付き特別版【第5弾】：2013年11月15日発売、ISBN 978-4-09-941824-3

  55. 2014年2月発売、ISBN 978-4-09-124561-8
    - オリジナルDVD付き特別版【第6弾】：2014年2月18日発売、ISBN 978-4-09-941826-7

  56. 2014年5月16日発売、ISBN 978-4-09-124642-4
    - オリジナルDVD付き特別版【第7弾】：2014年5月19日第1刷発行（5月16日発売）、ISBN 978-4-09-941832-8

  57. 2014年8月18日発売、ISBN 978-4-09-125078-0
    - 限定版：2014年8月23日第1刷発行（8月18日発売）、ISBN 978-4-09-159198-2

  58. 2014年9月23日第1刷発行（9月18日発売）、ISBN 978-4-09-125110-7
  59. 2014年10月22日第1刷発行（10月17日発売）、ISBN 978-4-09-125319-4
  60. 2014年11月23日第1刷発行（11月18日発売）、ISBN 978-4-09-125368-2
  61. 2015年2月23日第1刷発行（2月18日発売）、ISBN 978-4-09-125627-0

### その他書誌
- 『史上最強のガイデン―松江名俊短編集』2007年9月18日発売、ISBN 978-4-09-121190-3
- 『史上最強の弟子ケンイチ プラス』2012年9月23日第1刷発行（9月18日発売）、ISBN 978-4-09-123820-7
- 『史上最強の弟子ケンイチ 公式ガイドブック 史上最強の秘伝書』2014年5月21日第1刷発行（5月16日発売）、ISBN 978-4-09-125016-2

## テレビアニメ
2006年10月7日から2007年9月29日まで放送。テレビ東京土曜24時55分枠ほかTXN系列（BSジャパンを含む）で、原作のラグナレク編（単行本16巻まで）が全50話放送された。深夜アニメとしては珍しく連続4クールもの長期放送となった。
原作者からの希望もあり中堅・ベテランクラスの声優が多数起用された。原作コミック22巻での発言によると、そのギャラだけで1話分作ることが出来るとまで言われた。（単行本のおまけマンガの中では「どうせ通らないだろう」と冗談半分でキャスティング希望を出した所、殆どそのまま通ったと描かれている）。

### スタッフ[6]
- 監督 - 亀垣一
- シリーズ構成 - 菅良幸
- キャラクターデザイン - 須藤昌朋、山中純子
- 美術監督 - 坂本信人
- 美術設定 - 坂本竜
- 色彩設計 - 海鋒重信
- 撮影監督 - 斎藤秋男
- 編集 - 岡田輝満
- 音響監督 - 田中章喜
- 音楽 - ジョー・リノイエ
- プロデューサー - 松山進、小島哲
- 製作 - テレビ東京、トムス・エンタテインメント

### 主題歌
オープニングテーマ
「Be Strong」（第1話 - 第25話）
作詞・歌 - 矢住夏菜 / 作曲 - ジョー・リノイエ / 編曲 - ジョー・リノイエ&峰正典
「ヤッホー」（第26話 - 第50話）
作詞・作曲 - ジョー・リノイエ / 編曲 - ジョー・リノイエ&峰正典 / 歌 - DIVA×DIVA（森川美穂・麻倉あきら）
エンディングテーマ
「君がいるから」（第1話 - 第15話）
作詞 - ジョー・リノイエ&内田広海 / 作曲 - ジョー・リノイエ / 編曲 - ジョー・リノイエ&峰正典 / 歌 - 江口一声
「Catch Your Dream☆」（第16話 - 第25話）
作詞・歌 - 小池ジョアンナ / 作曲 - ジョー・リノイエ / 編曲 - ジョー・リノイエ&鈴川真樹
「Run Over」（第26話 - 第45話）
作詞・歌 - 小池ジョアンナ / 作曲・編曲 - ジョー・リノイエ
「心からのメッセージ」（第46話 - 第49話）
作詞・作曲・編曲 - ジョー・リノイエ / 歌 - 桜
「Be Strong（フルサイズ）」（第50話）

### 各話リスト
| 話数       | サブタイトル                         | 脚本     | 絵コンテ   | 演出       | 作画監督                   |
| ---------- | ------------------------------------ | -------- | ---------- | ---------- | -------------------------- |
| 第一撃     | 梁山泊! 豪傑の集いし場所             | 菅良幸   | 亀垣一     | 亀垣一     | 須藤昌朋 山中純子          |
| 第二撃     | 一歩先へ! 闘いの始まり               | 上坂浩彦 | 向後知一   | 矢崎しげる | 鈴木信一                   |
| 第三撃     | 力と勇気! 正義を貫くために           | 菅良幸   | 東出太     | 東出太     | 服部憲知 松岡秀明 岩井優器 |
| 第四撃     | ケンカ地獄! やるかやらないかだ       | 滝晃一   | 横矢淳一   | 横矢淳一   | 金柔天                     |
| 第五撃     | デート？ きめちまえよ!               | 滝晃一   | 隆一郎     | 星野真     | 金柔天                     |
| 第六撃     | 梁山泊での一日! 屋根の上の夢         | 菅良幸   | 大庭秀昭   | 矢崎しげる | 鈴木信一 依田正彦          |
| 第七撃     | 熱闘園芸部リターンマッチ             | 菅良幸   | 松本佳久   | 井草かおる | 鈴木信一 菅野智之          |
| 第八撃     | 驚異の肉体謎の師匠達                 | 滝晃一   | 名村英敏   | 四辻たかお | 菅原浩喜                   |
| 第九撃     | アパパパ〜! アパチャイの修行         | 滝晃一   | 東出太     | 東出太     | 東出太                     |
| 第十撃     | 走れケンイチ! ボクサーの弱点         | 菅良幸   | 福田道生   | 山崎茂     | 河山湖吽 催宇植            |
| 第十一撃   | 裏切りの拳武田の悲しき過去           | 菅良幸   | 渡辺浩成   | 高橋順     | 松川哲也 金田栄二          |
| 第十二撃   | 新たなる敵! 辻新之助                 | 滝晃一   | 隆一郎     | 開祐二     | 原田峰文                   |
| 第十三撃   | ケンカ殺法! 実戦の掟                 | 滝晃一   | 池添隆博   | 池添隆博   | 永作友克                   |
| 第十四撃   | 命懸けの修行! 混浴もついてます       | 菅良幸   | 前園文夫   | 前園文夫   | 鈴木信一                   |
| 第十五撃   | ほのか潜入! 梁山泊だじょ             | 滝晃一   | 岡佳広     | 堀内直樹   | 菅原浩喜                   |
| 第十六撃   | 梁山泊最大の危機!!？                 | 菅良幸   | 東出太     | 東出太     | 石堂伸晴                   |
| 第十七撃   | 守れ看板! 道場破り襲来!              | 上坂浩彦 | 向後知一   | 山崎茂     | 向後知一                   |
| 第十八撃   | 楽園？？？ 秘境･風林寺島へ!          | 上坂浩彦 | 阿蘭墨志   | 白石道太   | 小岩雄之 松川哲也          |
| 第十九撃   | ラグナレク最強の者八拳豪見参!        | 上坂浩彦 | 大庭秀昭   | 中村近世   | 宇都木勇 武内啓            |
| 第二十撃   | 武田の危機! 報復の掟!                | 菅良幸   | 前園文夫   | 前園文夫   | 鈴木信一                   |
| 第二十一撃 | 許さない!! ケンイチ怒りの拳!         | 白根秀樹 | 亀垣一     | 亀垣一     | 向後知一                   |
| 第二十二撃 | 集え若人! 新白連合結成!              | 上坂浩彦 | 名村英敏   | 堀内直樹   | 安藤幹彦                   |
| 第二十三撃 | 突撃! となりの梁山泊!                | 滝晃一   | 大庭秀昭   | 東出太     | 石堂伸晴                   |
| 第二十四撃 | 奪われたハート! 美羽のジュリエット   | 白根秀樹 | 福田道生   | 浅見松雄   | 伊藤篤志 福島豊明          |
| 第二十五撃 | 死守せよケンイチ! 美羽のくちびる     | 上坂浩彦 | 奥野耕太   | 奥野耕太   | 小岩雄之 松川哲也          |
| 第二十六撃 | 剥された仮面! ハーミットの正体!      | 菅良幸   | 前園文夫   | 前園文夫   | 鈴木信一                   |
| 第二十七撃 | 剛VS柔! 空前絶後の兄弟喧嘩!          | 白根秀樹 | 隆一郎     | 山崎茂     | 向後知一                   |
| 第二十八撃 | 斬り込み隊長参上! 乱闘レストラン     | 白根秀樹 | 影山楙倫   | 北川正人   | 森本由布希 石井ゆみこ      |
| 第二十九撃 | 恐るべしジーク! 破滅へのプレリュード | 菅良幸   | 東出太     | 東出太     | 石堂伸晴                   |
| 第三十撃   | 修行の成果! 小さく前にならえ!!       | 上坂浩彦 | 名村英敏   | 浅見松雄   | 福島豊明 伊藤篤志          |
| 第三十一撃 | ほのか、お手伝いするじょ!            | 菅良幸   | 福田道生   | 矢花馨     | 新井伸浩                   |
| 第三十二撃 | ほのかの危機! ロキの謀略             | 白根秀樹 | 奥野耕太   | 奥野耕太   | 小岩雄之 柳孝相            |
| 第三十三撃 | ぶつけろケンイチ! 拳は語る!          | 上坂浩彦 | 山内重保   | 山内重保   | 須藤昌朋 山中純子          |
| 第三十四撃 | 負けないで! 愛する人が残した言葉     | 滝晃一   | 前園文夫   | 前園文夫   | 鈴木信一                   |
| 第三十五撃 | 邪魔者なし! 今こそ決着のとき         | 滝晃一   | 影山楙倫   | 浅見松雄   | 小林一三                   |
| 第三十六撃 | 美羽VS連華!! 嵐を呼ぶトライアングル  | 菅良幸   | 大庭秀昭   | 新田義方   | 石堂伸晴                   |
| 第三十七撃 | 危険な誘惑一緒にちゃんこを!          | 上坂浩彦 | 名村英敏   | 浅見松雄   | 福島豊明 山沢実            |
| 第三十八撃 | かわいい子猫女たちの肉弾戦!          | 白根秀樹 | 芦沢剛史   | 加藤洋人   | 加藤洋人 石川慎亮 大澤正典 |
| 第三十九撃 | しぐれの個人授…ぎょう♥               | 滝晃一   | 奥野耕太   | 神原敏昭   | 松川哲也 柳孝相            |
| 第四十撃   | 約束の地! すべてはここから           | 菅良幸   | 山本泰一郎 | 山本泰一郎 | 須藤昌朋 山中純子          |
| 第四十一撃 | 制空圏の恐怖! 龍は舞い降りた!        | 菅良幸   | 福田道生   | 浅見松雄   | 小林一三                   |
| 第四十二撃 | 長老特急! 決死の山篭りツアー         | 滝晃一   | 前園文夫   | 前園文夫   | 鈴木信一                   |
| 第四十三撃 | リミッター! 修羅道への誘い           | 上坂浩彦 | 東出太     | 新田義方   | 石堂伸晴                   |
| 第四十四撃 | 新白連合崩壊! 忍び寄る狂拳           | 滝晃一   | 影山楙倫   | 浅見松雄   | 青野厚司 金田栄二          |
| 第四十五撃 | 決別の一撃! キサラ、舞う!            | 菅良幸   | 向後知一   | 向後知一   | 向後知一 金大勲            |
| 第四十六撃 | さらば!! 新島、決意の出陣            | 白根秀樹 | 奥野耕太   | 岡佳広     | 松川哲也 柳孝相            |
| 第四十七撃 | 天才の弱点! 努力は才能を凌駕する!    | 菅良幸   | 前園文夫   | 鈴木信一   | 鈴木信一                   |
| 第四十八撃 | 頂上対決! 伝説の槍を持つ男!          | 滝晃一   | 福田道生   | 浅見松雄   | 小林一三                   |
| 第四十九撃 | 最強変身! リズム梁山泊!              | 菅良幸   | 東出太     | 東出太     | 東出太                     |
| 第五十撃   | 史上最強の弟子ケンイチ!!             | 菅良幸   | 亀垣一     | 亀垣一     | 須藤昌朋 山中純子          |

### 放送局
| 放送地域       | 放送局         | 放送期間                                              | 放送日時                              | 放送系列              | 備考                       |
| -------------- | -------------- | ----------------------------------------------------- | ------------------------------------- | --------------------- | -------------------------- |
| 関東広域圏     | テレビ東京     | 2006年10月7日 - 2007年9月29日                         | 土曜 24:55 - 25:25                    | テレビ東京系列        | 製作局 4:3 額縁放送        |
| 大阪府         | テレビ大阪     | 2006年10月7日 - 2007年9月29日                         | 土曜 25:30 - 26:00                    | テレビ東京系列        | 4:3 額縁放送               |
| 日本全国       | BSジャパン     | 2006年10月8日 - 2007年9月30日                         | 日曜 24:30 - 25:00                    | テレビ東京系列 BS放送 | 4:3 額縁放送               |
| 福岡県         | TVQ九州放送    | 2006年10月9日 - 2007年10月1日                         | 月曜 26:23 - 26:53                    | テレビ東京系列        | 4:3 額縁放送               |
| 岡山県・香川県 | テレビせとうち | 2006年10月10日 - 2007年10月2日                        | 火曜 25:43 - 26:13                    | テレビ東京系列        | 4:3 額縁放送               |
| 愛知県         | テレビ愛知     | 2006年10月11日 - 2007年10月3日                        | 水曜 25:58 - 26:28                    | テレビ東京系列        | 4:3 額縁放送               |
| 北海道         | テレビ北海道   | 2006年10月11日 - 2007年3月28日 2007年4月4日 - 10月3日 | 水曜 26:30 - 27:00 水曜 26:50 - 27:20 | テレビ東京系列        | 4:3 額縁放送               |
| 日本全域       | アニマックス   | 2010年8月4日 - 2011年7月27日                          | 水曜 22:00 - 22:30                    | CS放送                | LEVEL22枠 リピート放送あり |

### ネット配信
2019年9月18日より、YouTubeの「TMSアニメ55周年公式チャンネル」から第1 - 3話が配信されている。
| テレビ東京 土曜24:55枠 | テレビ東京 土曜24:55枠                      | テレビ東京 土曜24:55枠                      |
| 前番組                 | 番組名                                      | 次番組                                      |
| ---------------------- | ------------------------------------------- | ------------------------------------------- |
| 格闘美神 武龍 REBIRTH  | 史上最強の弟子ケンイチ （ここまでアニメ枠） | イツザイ ※ここからテレ土→バラエティ7土曜1部 |

## OVA
テレビアニメ版の続編となるOVAが、単行本特装版付録DVDとして発売されている。
ストーリーは原作のYOMI編をベースにしたもので、第1話は原作者オリジナルの書き下ろし。制作はテレビアニメ版のトムス・エンタテインメントに代わってブレインズ・ベースが担当する。また、テレビアニメ版メインキャラクターを演じていたキャストは、風林寺家のふたり以外、ほぼ続投している（前任のキャストが両名共に2011年に逝去しているため、美羽役が川上とも子から釘宮理恵に、隼人役が有川博から藤本譲に交代）。
テレビでは控えめだったお色気描写が盛り込まれている。最終話は梁山泊と新白連合がDオブDに参戦するために船で旅立つシーンで終わっているが、続編の制作予定は発表されていない。

### テレビ放送
2014年4月より6月まで、TOKYO MXおよびBS11で『史上最強の弟子ケンイチ 闇の襲撃』（しじょうさいきょうのでし ケンイチ やみのしゅうげき）のタイトルでテレビ放送された。放送時間に収めるため、OVA版より若干短く編集されている。

### スタッフ（OVA）[8]
- 原作 - 松江名俊
- 監督・絵コンテ - 石踊宏
- 脚本・シリーズ構成（6-9） - 小林英造
- キャラクターデザイン・総作画監督（6-9、TV） - 本橋秀之
- 美術監督 - 荒井和浩
- 色彩設計 - 福田由布子
- 撮影監督 - 織田頼信
- CGIディレクター - 矢羽田和徳
- 編集 - 池田康隆
- 音響制作 - オーディオ・プランニングユー
- 音響監督 - 田中章喜
- 音楽 - 井内啓二
- 音楽制作 - フライングドッグ、小学館ミュージック&デジタル エンタテイメント
- 音楽プロデューサー - 佐藤正和
- プロデューサー - 岡本順哉、知久敦、小沢十光
- アニメーションプロデューサー - 小林辰与
- アニメーション制作 - ブレインズ・ベース
- 製作 - 小学館

### 主題歌（OVA）
OVA
エンディングテーマ「Glory Days」（第1 - 3話）
作詞・作曲 - しほり / 編曲 - 安斎孝秋 / 歌 - 野水いおり
オープニングテーマ「Wish」（第4 - 9話）
作詞 - 藤林聖子 / 作曲・編曲 - 雅大 / 歌 - 野水いおり
エンディングテーマ「BREATHLESS」（第4 - 9話）
作詞 - 藤林聖子 / 作曲・編曲 - 雅大 / 歌 - 野水いおり

テレビ放送
オープニングテーマ「Higher Ground」
作詞 - 藤林聖子 / 作曲 - 昌汰 / 編曲 - 河野陽吾 / 歌 - 関智一
エンディングテーマ「BREATHLESS」

### 各話リスト（OVA）
| 話数 | サブタイトル           | 演出            | 作画監督 | 収録巻 | OVA発売日      | TV放送日      | エンドカード(TV) |
| ---- | ---------------------- | --------------- | -------- | ------ | -------------- | ------------- | ---------------- |
| 1    | 新たなる刺客           | 菅原静貴        | 本橋秀之 | 第46巻 | 2012年3月14日  | 2014年4月8日  | きくらげ         |
| 2    | 中国から来た少女       | 菅原静貴        | 本橋秀之 | 第47巻 | 2012年3月15日  | 2014年4月15日 | 犬江しんすけ     |
| 3    | 麗しき暗殺者           | 菅原静貴        | 本橋秀之 | 第49巻 | 2012年11月14日 | 2014年4月22日 | マニャ子         |
| 4    | 美しき翼               | 小坂春女        | 本橋秀之 | 第53巻 | 2013年9月18日  | 2014年4月29日 | Hisasi           |
| 5    | 死神VS.悪魔            | 小坂春女 石踊宏 | 本橋秀之 | 第53巻 | 2013年9月18日  | 2014年5月6日  | わざきた         |
| 6    | ロシアからきた戦士     | ふじいたかふみ  | 本橋秀之 | 第54巻 | 2013年11月15日 | 2014年5月13日 | 森沢晴行         |
| 7    | 拳に込めた信念         | ふじいたかふみ  | 本橋秀之 | 第54巻 | 2013年11月15日 | 2014年5月20日 | 八重樫南         |
| 8    | ガード下の破壊神       | サトウ光敏      | 川添政和 | 第55巻 | 2014年2月18日  | 2014年5月27日 | パセリ           |
| 9    | 匿名希望18歳♡          | 古谷田順久      | 本橋秀之 | 第55巻 | 2014年2月18日  | 2014年6月3日  | 橘由宇           |
| 10   | ティダードの王（前編） | 石踊宏          | 本橋秀之 | 第56巻 | 2014年5月16日  | 2014年6月10日 | 武者サブ         |
| 11   | ティダードの王（後編） | 石踊宏          | 本橋秀之 | 第56巻 | 2014年5月16日  | 2014年6月17日 | 武田弘光         |

### 放送局（OVA）
| 放送地域 | 放送局   | 放送期間               | 放送日時           | 放送系列 | 備考         |
| -------- | -------- | ---------------------- | ------------------ | -------- | ------------ |
| 東京都   | TOKYO MX | 2014年4月8日 - 6月17日 | 火曜 25:00 - 25:30 | 独立局   |              |
| 日本全域 | BS11     | 2014年4月8日 - 6月17日 | 火曜 27:00 - 27:30 | BS放送   | 『ANIME+』枠 |

### 少年サンデーCM劇場版
アニメ放送開始以前の2004年2月より、CM形態として放送されていた。制作はサンライズ 。

## ゲーム
カプコンよりPlayStation 2用ソフト『史上最強の弟子ケンイチ 激闘!ラグナレク八拳豪』が2007年3月15日に発売。ジャンルは3D対戦格闘。
予約特典はDVDつき「史上最強の弟子」カレンダー。パルショップ限定では描き下ろしポスター付き。

### 使用可能キャラクター
- 白浜兼一
- 風林寺美羽
- 第一拳豪オーディーン
- 第二拳豪バーサーカー
- 第三拳豪フレイヤ
- 第四拳豪ロキ
- 第五拳豪ジークフリート
- 第六拳豪ハーミット
- 第七拳豪トール
- 第八拳豪バルキリー
- 武田一基
- 宇喜田考造
- 新島春男
- 20号

## プロトタイプ
『史上最強の弟子ケンイチ』の前身となる作品に『戦え!梁山泊 史上最強の弟子』（『少年サンデー超増刊』に連載。全5巻。）がある。

### 単行本
1. 2000年9月、ISBN 4-09-126111-6
2. 2001年2月、ISBN 4-09-126112-4
3. 2001年7月、ISBN 4-09-126113-2
4. 2002年1月、ISBN 4-09-126114-0
5. 2002年4月18日、ISBN 4-09-126115-9